# Furan
Ne doit pas être confondu avec Furans.
Le Furan ou Furens  est une rivière française qui coule dans le département de la Loire, et traverse la ville de Saint-Étienne. Il est un affluent direct de la Loire.

## Hydronymie
Le nom "Furan" est le plus souvent considéré comme issu du latin "fur" (voleur). 
Néanmoins, Georges Dumézil souligne l'existence probable d'une issue de la racine indo-européenne *bhr-u-n sous la forme latine *frur-, homophone de voleur, désignant les sources et les puits, attestée par le nom de Furrina, déesse des eaux souterraines et patronne du creusement des puits.
Au XVIIe siècle le Furan était appelé la Mère rivière.

## Géographie
La longueur de son cours d'eau est de 39,1 km.
Le Furan prend sa source à 1 160 mètres d'altitude dans la commune du Bessat dans le département de la Loire, à 10 kilomètres en amont de la ville de Saint-Étienne. Il se jette dans la Loire en rive droite, au niveau de la commune d'Andrézieux-Bouthéon.

### Tracé

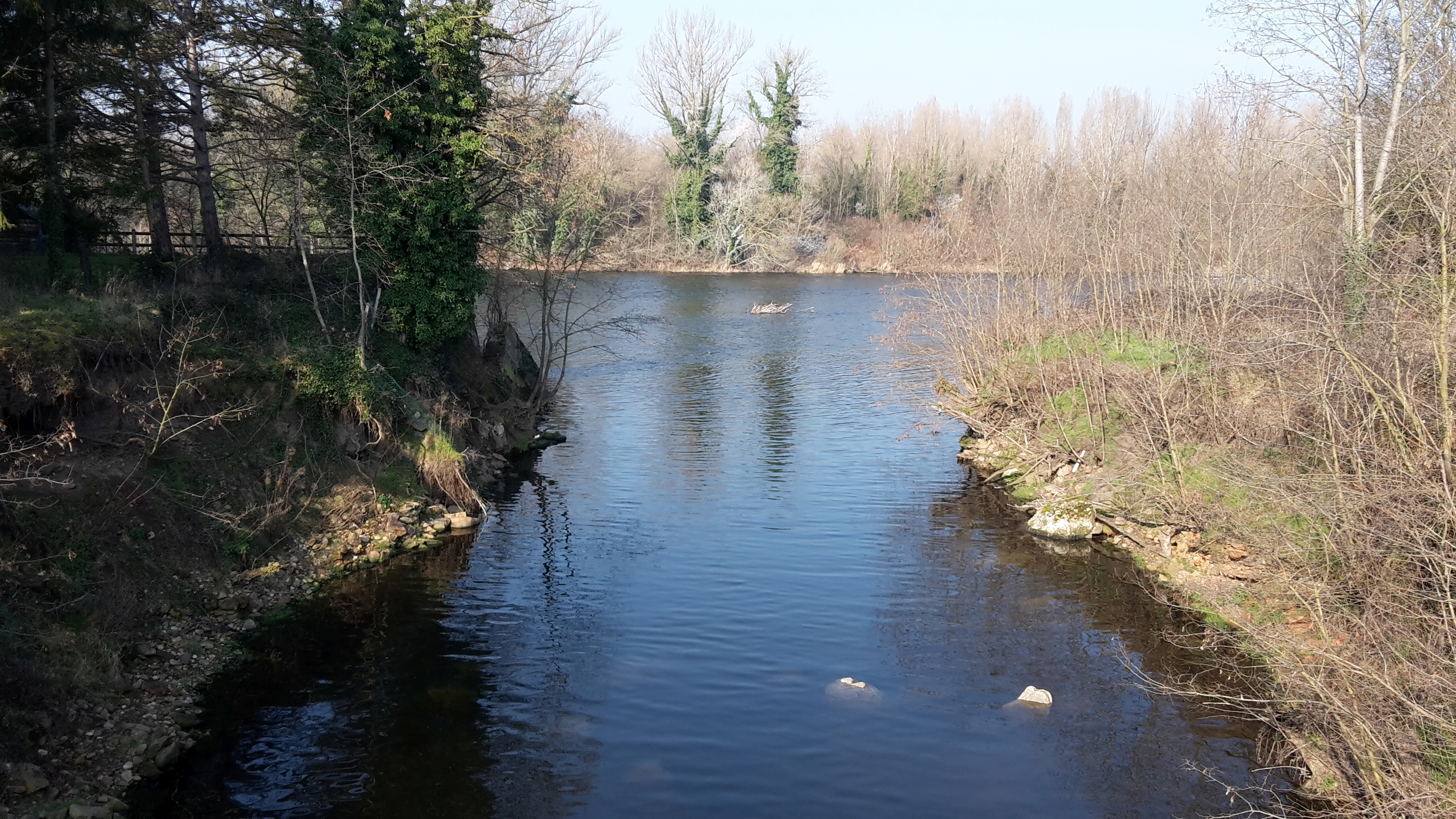
Confluence Furan-Loire (Andrézieux-Bouthéon).

Le Furan part du Bessat au pied du col de la Croix de Chaubouret et descend par le pont Souvignet à Tarentaise avant d'atteindre le barrage du Pas de Riot au niveau de Planfoy. Il continue ensuite en passant par le barrage du Gouffre d'Enfer au niveau de Rochetaillée et atteint Saint-Étienne. À partir de ce moment, la rivière passe sous la rocade sud (RN 88) au niveau de l'entrée du tunnel du Rond-Point et longe le quartier de la Rivière avant de passer sous la ville de Saint-Étienne au niveau du lycée Valbenoite. La rivière ressort dans le nord de la ville près de l'autoroute A72 dans le quartier de Montreynaud-La Terrasse à quelques centaines de mètres seulement du stade Geoffroy-Guichard. Le Furan longe la ville de Saint-Priest-en-Jarez vers le nord et atteint la ville de La Tour-en-Jarez et de L'Étrat. Ensuite, il rejoint le carrefour autoroutier de Ratarieux (A72-Rocade ouest) en longeant le centre de formation de l'ASSE et en traversant l'Hôpital Nord. Elle longe l'autoroute A72 jusqu'à La Fouillouse et va après vers Andrézieux-Bouthéon en contournant par le nord Saint-Just-Saint-Rambert. Après avoir traversé le centre-ville d'Andrézieux, le Furan se jette dans la Loire.

### Communes traversées
Le Furan traverse treize communes toutes situées dans le département de la Loire (classées de la source à l'embouchure) :
- Le Bessat, Tarentaise, Saint-Genest-Malifaux, Planfoy, Rochetaillée (commune associée de Saint-Étienne), Saint-Étienne, Saint-Priest-en-Jarez, La Tour-en-Jarez, L'Étrat, Villars (Loire)[6], La Fouillouse, Saint-Just-Saint-Rambert, Andrézieux-Bouthéon

## Affluents
Ses principaux affluents sont :
- Le Furet (rg[note 1]),
- Le Chavanelet
- Le ruisseau des villes
- Le ruisseau des mines
- Le Roannelet
- Le Riotord
- Le Merdary
- L'Isérable
- L'Onzon
- Le Malval (rivière)

## Hydrologie
Le Furan est une rivière assez abondante, mais au débit fort irrégulier comme la plupart des cours d'eau de l'est du bassin de la Loire mais son cours est aujourd'hui bien régularisé par les barrages de Rochetaillée. Son régime hydrologique est dit pluvio-nival.

### Le Furan à Andrézieux-Bouthéon
Son débit a été observé durant une période de 41 ans (1968-2008), à Andrézieux-Bouthéon, localité située à son confluent avec la Loire . Le débit moyen enregistré y est de 2,42 m3/s. Le bassin de la rivière est de 178 km2.
Le Furan présente des fluctuations saisonnières de débit peu marquées, du moins depuis la construction des barrages. Les hautes eaux se déroulent en hiver et au printemps portant le débit mensuel moyen à un niveau situé entre 2,49 et 3,36 m3/s, de novembre à mai inclus (avec un premier maximum en novembre, et un second, plus important, en mai). Dès le mois de juin, le débit chute rapidement jusqu'aux basses eaux d'été qui ont lieu en juillet et août, entraînant une baisse du débit moyen mensuel allant jusqu'à 1,56 m3/s au mois d'août. Mais les fluctuations de débit sont plus prononcées en fonction des années.

### Étiage ou basses eaux
À l'étiage, le VCN3 peut chuter jusque 0,270 m3/s, en cas de période quinquennale sèche, soit 270 litres par seconde, ce qui n'est guère sévère, mais le serait beaucoup plus sans l'apport des retenues créées par les barrages.

### Crues
Les crues peuvent être fort importantes compte tenu de la petite taille de la rivière et de son bassin versant, et ne sont proportionnellement pas moindres que les crues des autres cours d'eau des monts du Lyonnais et de l'ensemble du rebord est du bassin de la Loire. Les QIX 2 et QIX 5 valent respectivement 60 et 80 m3/s. Le QIX 10 est de 93 m3/s, le QIX 20 de 110 m3/s et le QIX 50 de 120 m3/s.
Le débit instantané maximal enregistré à Andrézieux-Bouthéon durant cette période de 40 ans, a été de 142 m3/s le 1er mai 1977, tandis que la valeur journalière maximale était de 62 m3/s le 26 mai de la même année. En comparant la première de ces valeurs avec les différents QIX de la rivière, il apparait que cette crue était largement supérieure à la crue cinquantennale calculée par le QIX 50, et donc très exceptionnelle.

#### Quelques précisions
Le complexe éducatif Notre-Dame de Valbenoîte qui longe la rivière sur une centaine de mètres a connu plusieurs inondations causées par les crues parfois dévastatrices du Furan. Une plaque à l'intérieur du collège rappelle l'inondation du 10 juillet 1849 qui envahit une bonne partie des bâtiments, ne laissant miraculeusement hors d'eau que la statue de la Vierge Marie installée deux mois auparavant. La statue est maintenant à Sainte-Marie de Saint-Chamond.

### Lame d'eau et débit spécifique
Au total, le Furan est une rivière abondante, à l'instar de l'ensemble des cours d'eau affluents de la Loire et issus des hauteurs bien arrosées du rebord oriental du massif central. La lame d'eau écoulée dans son bassin versant est de 437 millimètres annuellement ce qui est largement supérieur à la moyenne d'ensemble de la France tous bassins confondus, et aussi bien sûr à la moyenne du bassin de la Loire (244 millimètres par an). Le débit spécifique (ou Qsp) de la rivière atteint 13,8 litres par seconde et par kilomètre carré de bassin.

## Équipements
Deux barrages furent construits en pierres maçonnées à Rochetaillée dans le département de la Loire dont le premier sous le règne de Napoléon III. Ces deux barrages portent le nom du « Gouffre d'Enfer » pour le premier (1866) et du «Pas du Riot» pour le deuxième (1878). Le premier est un barrage qui servit pendant longtemps à la fois au soutien d'étiage, à l'adduction en eau potable et à la lutte contre les crues. Cette dernière vocation a pris le dessus depuis que le barrage a été vidé totalement en 2003. Le deuxième sert d'alimentation d'appoint en eau potable pour la ville de Saint-Étienne.
Le Furan est en grande partie couvert dans la traversée de Saint-Étienne (soit environ 7 km) où il a servi pendant longtemps d’égout. Il ne reparaît à l’air libre qu’au nord de Saint-Étienne dans le quartier de la Terrasse. Le Furan parcourt environ 5 km avant d'arriver à la station d’épuration dite du  Porchon, limitrophe des communes de la Fouillouse et Andrézieux-Bouthéon. Depuis la dernière campagne de travaux d'assainissement, 90 %des eaux usées sont désormais transportées par les collecteurs jusqu'à la station d'épuration et seulement 10 % par la rivière.

## Saint-Étienne-de-Furan
Les premières mentions écrites de l'actuelle ville de Saint-Étienne la désignent comme "Sanctus Stephanus de Furano".
D'innombrables biefs, barrages et autres ouvrages destinés à "domestiquer" la rivière ont longtemps jalonné le cours du Furan. Ils servaient à réguler son cours de manière à alimenter les moulins à eau des nombreux ateliers, installés sur les rives, tributaires du régime très irrégulier du Furan.
Les artisans stéphanois ont longtemps évoqué les vertus de ses eaux pour la trempe de l'acier. Les érudits locaux du XIXe siècle se sont empressés de reprendre à leur compte ce thème afin d'élaborer la légende d'un peuple de forgerons gaulois installés sur les berges afin d'en bénéficier. Il n'en demeure pas moins que ces eaux froides et non calcaires permettaient une trempe de bonne qualité sans coloration de l'acier produit et ont favorisé le développement de l'activité proto-industrielle de Saint-Étienne.